# WEVO
WEVO is een historisch merk van motorfietsen.
Nederlands merk van gangmaakmotoren dat ontstond toen er voor de originele Derny-motortjes geen onderdelen meer te krijgen waren. Er zijn er waarschijnlijk slechts tien geproduceerd. Initiatiefnemer was een zekere Van Oest, maar de motortjes (die een Sachs-blokje hadden) werden gebouwd bij Joco (De Jong en Co.) 
Joco is een rijwielfabriek uit de Oude Looiersstraat 32-36 in Amsterdam. Later verhuisde de fabriek naar de Marnixstraat 360.